# Карі (супутник)
Карі, також Сатурн XLV (лат. Kari, давньоскан. Kári) — п'ятдесят сьомий за віддаленістю від планети природний супутник Сатурна. Відкритий 4 січня 2006 року Скоттом Шеппардом, Девідом Джевіттом і Дженом Кліна в обсерваторії Мауна-Кеа
Назву супутник отримав у квітні 2007 року. У скандинавській міфології Карі — йотун, бог вітру, син Форньота
Карі належить до скандинавської групи нерегулярних супутників Сатурна (підгрупа Скаді).

## Корисні посилання
- Супутники Сатурна. Дані Інституту астрономії(англ.)
- Циркуляр МАС №8727: Нові супутники Сатурна[недоступне посилання з квітня 2019] (оголошення про відкриття) (англ.)
- Циркуляр МАС №8826: Назви нових супутників Сатурна і Юпітера [Архівовано 10 січня 2020 у Wayback Machine.](англ.)
- Електронний циркуляр ЦМП №2006-M45: Вісім нових супутників Сатурна [Архівовано 5 вересня 2008 у Wayback Machine.](англ.)